# 東谷穎人
東谷 穎人（ひがしたに ひでひと、1939年12月17日 - ）は、日本のスペイン文学者。神戸市外国語大学名誉教授・元学長。文学博士。専門はスペイン近現代文学。テレビのスペイン語講座の講師を長く務めた。

## 経歴
1939年に三重県松阪市に生まれた。高校生の時にラジオ講座でスペイン語と出会い、1962年に大阪外国語大学イスパニア語科を卒業した。在学中にフェルナンド・アカソと出会い、芦屋市のオプス・デイにてカトリックの洗礼を受けた。大学卒業後には商社勤務を経て、スペインのナバーラ大学大学院文学部博士課程に留学。スペイン近現代文学の研究に打ち込んだ。「大学の寮に聖堂があり、指導司祭もいた」とカトリック雑誌のインタビューで語っている。1967年にナバーラ大学文学部博士課程を修了し、文学博士を授与された。
1978年から12年間にわたってNHKテレビ「スペイン語講座」の講師を務めた。1997年、スペイン語からの優れた翻訳業績を対象とした会田由翻訳賞を受賞した。2006年に神戸市外国語大学を定年で退任し、姫路獨協大学外国語学部教授に就任した。2011年に姫路獨協大学を退職した。
2015年11月瑞宝中綬章受章。

## 著書
- 『スペイン語の散歩道 入門講座』白水社　1991
- 『はじめてのスペイン語』講談社現代新書 1994

### 共編
- 『スペイン語大辞典』山田善郎,吉田秀太郎,中岡省治共監修 白水社 2015

### 翻訳
- ホセ・ガルシア・ロペス『スペイン文学史』有本紀明共訳　白水社,1976
- 『スペイン現代小説選』編　芸林書房　1986
- クラリン『ラ・レヘンタ』白水社　1988
- 『スペイン幻想小説傑作集』編　1992　白水Uブックス
- ルイス・ランデーロ『たそがれ世代の危険な愉しみ』白水社　1994
- 『笑いの騎士団 スペイン・ユーモア文学傑作選』編訳　1996　白水Uブックス
- 世阿弥『風姿花伝』スペイン語訳、Trotta,　c1999
- バルタサール・グラシアン『処世の智恵 賢く生きるための300の箴言』白水社,2011
- バルタサール・グラシアン『人生の旅人たち エル・クリティコン』白水社 2016